# Villette
Villette je román pro dívky a ženy Charlotte Brönteové složený ze dvou částí.

## Román

### První část
V první části knihy se hlavní hrdinka, slečna Lucie Snow, která se přeplaví na kontinent, aby si zde, po smrti dámy, u níž sloužila jako služebná a společnice, našla místo. Najde je v hlavním městě (Villette) fiktivního malého státečku Labassecoure, a stává se nejprve vychovatelkou dětí madame Beckové a posléze učitelkou v jejím penzionátu. O prázdninách Lucie vážně onemocní a šťastnou náhodou se setkává se svou kmotrou a jejím synem, kteří rovněž odešli z Anglie. První část končí doručením prvního dopisu od Johna Brettona, syna Luciiny kmotry, kvůli němuž se rozkmotřila s Monsieur Paulem (Davidem Carlem Emanuelem), bratrancem madame Beckové a jejím osobním učitelem matematiky.

### Druhá část
Druhá část pak pokračuje náhodným setkáním Lucie a Johna s Monsieurem de Bassompierre a jeho krásnou dcerou Paulinou Mary. John s Paulinou se do sebe postupně zamilují a on se konečně zbaví vlivu Paulininy sestřenky Ginevry. Rovněž se pomalu začíná odvíjet vztah Lucie a Monsieur Emanuela, protože jsou však rozdílného vyznání, do cesty se jim staví mnoho překážek. Jednou z nich je paní Walravensová, matka Emanuelovy mrtvé snoubenky, dále páter Silas, který jej učil a kterého nejvíce popuzuje právě rozdílné vyznání Lucie a Emanuela. Nakonec tu je sama Luciina zaměstnavatelka, Madame Becková, která by si sama Emanuela chtěla vzít a tak mnohé vytěžit (přesto, že je Emanuel díky pomoci rodině své snoubenky chudý). Příběh pokračuje zásnubami Emanuela a Lucie. Lucii Emanuel předá nový penzionát s tím, že odplouvá do zámoří a až se za tři roky vrátí, vezmou se.
Román však končí tragicky. Když se Emanuel vrací, strhne se obrovská bouře, která potopí mnoho lodí, mezi nimi i tu, na jejíž palubě se plavil Emanuel. Náplní Luciina života se tak stává pouze její penzionát na předměstí svaté Klotyldy.

## Vydání
Tato kniha, vydaná v češtině roku 1999 nakladatelstvím Albatros je autentickým opisem života v penzionátech a zcela uvěřitelnou výpovědí o společnosti devatenáctého století. Jazyk je spisovný, doplňovaný občas anglickými a hlavně francouzskými výrazy, které dokonale podtrhují atmosféru celého příběhu.